# Koninkrijkszaal (Maastricht)
De koninkrijkszaal van Maastricht is een kerkgebouw van de Jehova's getuigen in de Nederlandse stad Maastricht, gelegen aan de Bemelergrubbe in de buurt Scharn.

## Geschiedenis
De eerste Maastrichtse koninkrijkszaal werd in 1995 in gebruik genomen aan de Peymeestersdreef in Maastricht-West. De architect was J. Ploemen. Het betrof een eenvoudig bakstenen gebouw met een halfrond gebogen dak en horizontale banden als enige gevelversiering. Het gebouw werd omstreeks 2020 gesloopt ten behoeve van de nieuwbouw van een zorgcomplex.
De nieuwe koninkrijkszaal werd gebouwd op een terrein aan de Bemelergrubbe/Vijverdalseweg in Maastricht-Oost. Op deze locatie lag in de twaalfde en dertiende eeuw de Priorij Scharn, een klooster van augustinessen. De pachthoeve en bijbehorende kapel ("Het Kerksken"), die waarschijnlijk overblijfselen van dat klooster waren, werden in 1852 door brand verwoest.
* betekent: niet langer in gebruik voor religieuze doeleinden; ** betekent: (deels) gesloopt, verdwenen